# Tancah
Tancah è un  complesso archeologico Maya situato nella penisola dello Yucatán, in Messico, situato a circa 10 km a sud di Xelha.
Il complesso è costituito da alcuni templi e da un cenote. I templi  ritrovati somigliano a quelli di Tulum, anche se in parte sembrano essere anteriori. Si pensa che, durante il periodo Postclassico (1200 d.C.), Tancah fosse una sorta di città satellite di Tulum. 
Gli edifici più antichi risalgono al periodo a cavallo tra il Classico finale ed il Postclassico antico, mentre altri monumenti risalgono al Postclassico medio. Negli edifici postclassici sono state rinvenute pitture murali che rappresentano mitivi tipici del periodo; è stato messo in evidenza che lo stile di queste pitture è simile a quello del Codice di Madrid, anch'esso risalente al Postclassico.